# 廢柴
《廢柴》(英文：5 Shits) 是 W創作社於 2002 年在香港藝術中心公演的舞台劇，亦是該劇團的第四部作品，是一個關於香港人瀕臨絕境時，靠著一股「廢柴精神」死後重生的傳奇故事。
2002 年香港正當經濟低迷、失業率高企，劇中透過四個當年的香港「負面人辦」：為求目的做事不擇手段的負資產林凙、自視過高的大學畢業生張華(重演時此角色改為司徒)、失業太久引致性格躁狂的楊敏、頭腦聰明但個性散漫的梁勇，四人分別被世俗視為廢柴、但堅持信念的劉騰所感染，合力開辦一間名為「這是一間魚旦舖」的魚旦舖。
劇中很多人物性格和情節都能令觀眾有共鳴和驚喜。例如劇中的楊敏雖然性格躁狂，但本著只要有工作就肯拼搏的香港精神，竟願意以「比堅尼」裝扮去賣咖喱魚旦，既「性感」又勵智且惹笑的場面，令觀眾拍掌叫好。
首演時反應非常熱烈，有觀眾認為此劇笑中有淚，更被戲內劉騰的「望天」精神所感動而積極面對逆境：「無論世界變得多壞，只要你望向天空，天仍是一樣的藍」。由於好評如潮，加上電台DJ及報章紛紛推介，票房由開演時平均只得四成，到最後九場票房竟超過八成，創造了一個劇場上的小奇蹟，與《廢柴》的劇情相映成趣。
2003年在香港文化中心劇場載譽重演時遇上SARS爆發，但劇團依然堅持演出，與港人共度時艱，重演票房被SARS影響而平均本來只得八成多，但最後一場因口碑而全院滿座。由於所有觀眾當時因預防SARS而需佩戴口罩觀賞演出，演員稱從舞台看到觀眾席的情景亦非常難忘。

## 背景
演出《廢柴》前，W創作社過往三部製作都是關於年青人的愛情故事《青春殘酷物語》《戀愛次貨》及《戀之惑星》，雖然票房不俗，但回響不大。<
直至《廢柴》將香港人所面對的逆境融入戲劇之中，成功引發香港觀眾極大共鳴，奠定W創作社成為香港最受年青人歡迎的劇團之一。
音樂方面，W創作社音樂總監Michael Tsang創作了《廢柴》大部分歌曲，歌曲種類非常多元化，有R&B、hip hop及new age等，演員梁俊勇則負責自彈自唱〈那個他〉的作曲部份。

## 故事大綱
自視甚高的大學畢業生司徒*(司徒慧焯飾)在公園遇上正替假髮公司點算禿頭男人數目的劉騰(劉子騰飾)及梁勇(梁俊勇飾)。在司徒眼中，兩人尤如廢柴般無能，但為了金錢利益，司徒卻答應了劉騰的邀請，加入他們創業開設魚旦舖的行列。三人更聘請了「食碗$6特價車仔麵都要求多多」的燥狂女子楊敏(楊詩敏飾)做魚旦舖的女店員。
一切準備就緒後，魚旦舖終於可以正式開張做生意。而第一位客人正是瀕臨破產的基金經理林澤(林澤群飾)。林澤原本打算吃罷這一串懷著童年回憶與夢想的魚旦便自殺死去，卻發現這間由劉騰等人開設的魚旦舖竟然......。
- 首演時此角色由張國華飾，角色名字為張華。

## 演員表
- 林澤群飾林澤 (首演、重演)
- 劉子騰飾劉騰(首演、重演)
- 楊詩敏飾楊敏(首演、重演)
- 張國華飾張華(首演)
- 司徒慧焯飾司徒(重演)
- 梁俊勇飾梁勇(首演、重演)

## 演出歌曲
〈魚旦歌〉 (《廢柴》主題曲)
曲：曾偉賢｜詞：勞雙恩｜編：黎允文｜唱：劉子騰、林澤群、楊詩敏、梁俊勇、張國華(首演)、司徒慧焯(重演)
〈人間陰天〉 (《廢柴》概念歌曲)
曲：曾偉賢｜詞：魏家祺，黃智龍｜編：曾偉賢｜唱：劉子騰｜Rap：梁俊勇｜Angel's voice：曾曉淇
〈那個他〉 (《廢柴》插曲)
曲：梁俊勇｜詞：黃智龍｜編：梁俊勇｜唱：梁俊勇
〈Sky〉  (《廢柴》插曲)
曲：曾偉賢｜詞：郭家俊｜編：曾偉賢｜唱：曾曉淇
〈反彈~給香港人的打氣歌〉 (《廢柴》重演歌曲)
曲：曾偉賢｜詞：勞雙恩｜編：黎允文｜唱：劉子騰

## 出版紀錄
《廢柴》推出了舞台劇現場紀錄的VCD

《廢柴》首版及重演亦分別推出了兩個版本的原聲大碟，首演時與W創作社另一演出《12月部屋》以雙CD形式發售，重演時則以單CD形式發售，加錄了新歌〈反彈~給香港人的打氣歌〉及全新配樂。

## 評價
- 名嘴鄭經翰先生：「年青一輩論盡時弊，嘻笑怒罵，勵志之作，值得老餅捧場，與新一代拉近代溝。」
- 金像編劇杜國威先生：「我是《廢柴》編劇黃智龍的忠實擁躉。他的作品無論惹笑或感動的地方，都能引起今時今日香港人的共鳴。」
- 「春天舞台」高志森先生：「極出色的創作！充滿活力的演出！將時下青年面對失業問題的悲憤和掙扎，刻劃得針針到肉，手法雅俗共賞，推薦大家看這個戲！」
- 叱咤903DJ森美 ：「一齣教我看天空的舞台劇，有笑有淚，有趣有心，應有盡有，唯一無的是冷場。看過後發覺如有不實，劇團方面答應回水，所以放心。」
- 音樂創作人林一峰先生：「我看《廢柴》之前已很久沒有接觸舞台劇，但很高興花了一個晚上去觀看這個演出，讓我知道香港還有一班好心地的人，在做著一些很有娛樂性的事。」
- 叱咤903DJ少爺占：「大時代笑中有淚, 舞台版《少林足球》。幸好分別在於合作單位無反目, 再來一次，觀衆有福。」
- 電影明星朱茵小姐：「難得《廢柴》的幽默是完全為觀眾而設，而不是為了自娛，不論用甚麽方法、形式去表現，能夠捕捉人的心，就是好！」
- 名影評人石琪先生：「反怨罵，反仇恨，創造出廢柴天使形象，贏得觀眾捧場。」
- 雷霆881DJ蘇施黃：「大家有目共睹，真正的『廢柴』係最怕人話佢地係『廢柴』。肯叫自己做『廢柴』的，反而一點也不廢。一班有活力，有幽默感，最重要是有heart的創作人／演出者，我撐你地！我選你地做特首！」
- 劇評人張秉權博士評論廢柴：「....情節推展流暢，語言鮮活，演員演繹得宜，且默契甚佳...」

## 宣傳活動
2002 年首演前， W創作社曾刊登廣告，招聘數名失業人士前來觀賞《廢柴》的第一場演出，並在謝幕後與編導及傳媒分享失業心情，薄酬二百。本希望能透過是次招聘更了解香港的失業問題，未料到二百元的車馬費，會有如此吸引力：廣告出街後反應熱烈，數日之間收到超過六十封求職信，超額六倍，可想而知當年香港失業問題非常嚴重。經揀選後，最終選出了十名年齡由二十六至三十九歲、失業兩個月至六年不等的男女。這班失業人士願意講述自己的感受，二百元酬勞是原因之一，但他們心底亦渴望一訴苦悶，希望獲得親友體諒，不想孤身面對失業困境。

## 外部連結
W創作社官方網頁 （页面存档备份，存于）
W創作社Facebook 專頁 （页面存档备份，存于）
W創作社微博 （页面存档备份，存于）